# Theodor Nauman
Frans Johan Theodor Nauman (Stoccolma, 7 dicembre 1885 – Stoccolma, 6 febbraio 1947) è stato un pallanuotista svedese, vincitore di una medaglia di bronzo alle olimpiadi di Anversa 1920.
Era il padre di Åke, anch'egli giocatore e portiere di pallanuoto.